# Friedrich Wilhelm, Prinz von Großbritannien

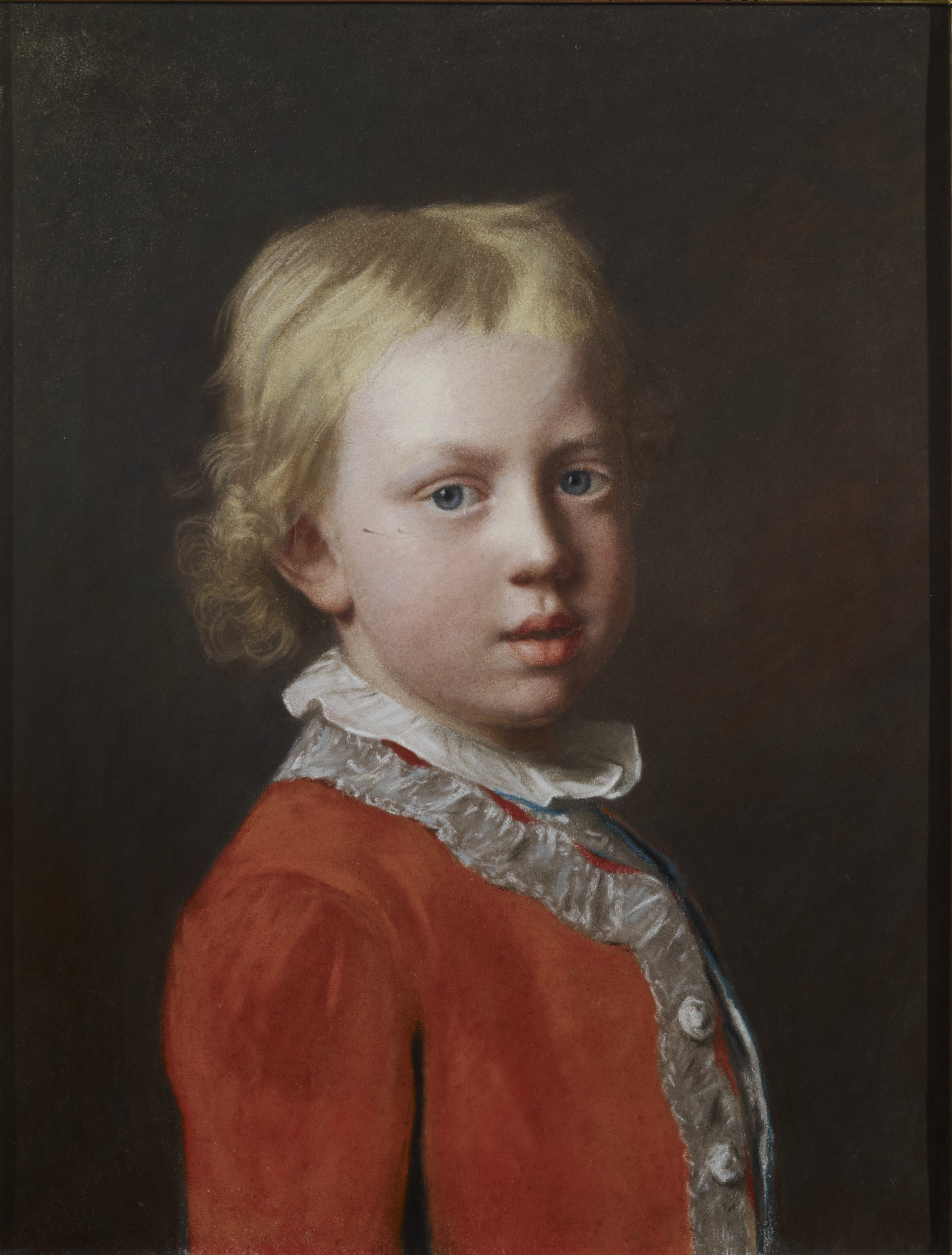
Friedrich Wilhelm von Großbritannien (1754)

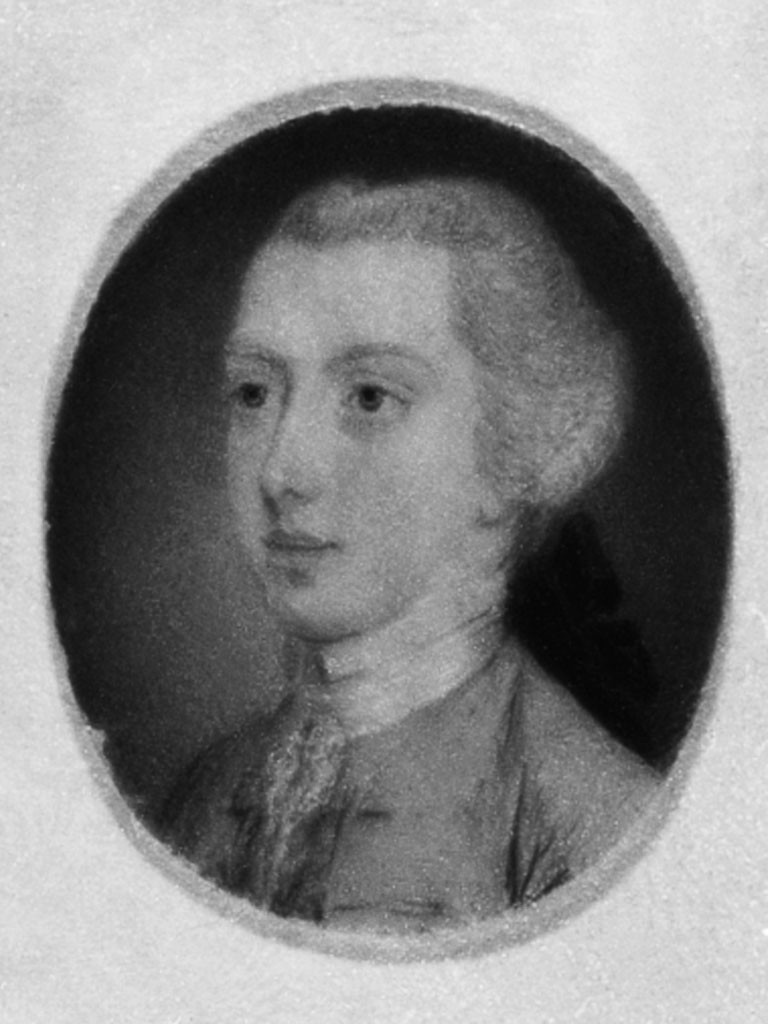
Friedrich Wilhelm von Großbritannien (um 1763)

Friedrich Wilhelm, Prinz von Großbritannien (* 24. Mai 1750 in London; † 29. Dezember 1765 ebenda) war ein Angehöriger der britischen Königsfamilie.

## Leben
Friedrich Wilhelm wurde als jüngster Sohn des Prince of Wales Friedrich Ludwig von Hannover in der Londoner Familienresidenz Leicester House in Westminster geboren. Er war somit der jüngste Bruder des späteren Königs Georg III. Von Geburt an litt der Prinz unter schlechter Gesundheit und labiler körperlicher Konstitution, die ihn in seinen Tätigkeiten erheblich einschränkten. Er widmete sich daher vor allem Büchern und dem Erwerb von Wissen; nach zeitgenössischen Einschätzungen war Friedrich Wilhelm intellektuell sehr vielversprechend. Er starb im Alter von 15 Jahren in Leicester House und wurde am 4. Januar 1766 in Westminster Abbey beigesetzt.

## Ahnentafel
| Ahnentafel Friedrich Wilhelm von Großbritannien | Ahnentafel Friedrich Wilhelm von Großbritannien                                                     | Ahnentafel Friedrich Wilhelm von Großbritannien                                                  | Ahnentafel Friedrich Wilhelm von Großbritannien                                                                      | Ahnentafel Friedrich Wilhelm von Großbritannien                                                                | Ahnentafel Friedrich Wilhelm von Großbritannien                                                                         | Ahnentafel Friedrich Wilhelm von Großbritannien                                                                         | Ahnentafel Friedrich Wilhelm von Großbritannien                                                                     | Ahnentafel Friedrich Wilhelm von Großbritannien                                                                     |
| ----------------------------------------------- | --------------------------------------------------------------------------------------------------- | ------------------------------------------------------------------------------------------------ | --- | --- | --- | --- | --- | --- |
| Ururgroßeltern                                  | Kurfürst Ernst August von Braunschweig-Lüneburg (1629–1698) ⚭ 1658 Sophie von der Pfalz (1630–1714) | Fürst Georg Wilhelm von Braunschweig-Lüneburg (1624–1705) ⚭ 1676 Eleonore d’Olbreuse (1639–1722) | Markgraf Albrecht II. von Brandenburg-Ansbach (1620–1667) ⚭ 1651 Sophie Margarete zu Oettingen-Oettingen (1634–1664) | Herzog Johann Georg I. von Sachsen-Eisenach (1634–1686) ⚭ Johanetta von Sayn-Wittgenstein (1626–1701)          | Herzog Ernst I. von Sachsen-Gotha-Altenburg (1601–1675) ⚭ 1636 Elisabeth Sophia von Sachsen-Altenburg (1619–1680)       | Herzog August von Sachsen-Weißenfels (1614–1680) ⚭ 1647 Anna Maria von Mecklenburg (1627–1669)                          | Herzog August von Sachsen-Weißenfels (1614–1680) ⚭ 1647 Anna Maria von Mecklenburg (1627–1669)                      | Fürst Johann VI. von Anhalt-Zerbst (1621–1667) ⚭ 1649 Sophie Auguste von Schleswig-Holstein-Gottorf (1630–1680)     |
| Urgroßeltern                                    | König Georg I. (1660–1727) ⚭ 1682 Sophie Dorothea von Braunschweig-Lüneburg (1666–1726)             | König Georg I. (1660–1727) ⚭ 1682 Sophie Dorothea von Braunschweig-Lüneburg (1666–1726)          | Markgraf Johann Friedrich von Brandenburg-Ansbach (1654–1686) ⚭ 1681 Eleonore von Sachsen-Eisenach (1662–1696)       | Markgraf Johann Friedrich von Brandenburg-Ansbach (1654–1686) ⚭ 1681 Eleonore von Sachsen-Eisenach (1662–1696) | Herzog Friedrich I. von Sachsen-Gotha-Altenburg (1645–1691) ⚭ 1669 Magdalena Sibylle von Sachsen-Weißenfels (1648–1681) | Herzog Friedrich I. von Sachsen-Gotha-Altenburg (1645–1691) ⚭ 1669 Magdalena Sibylle von Sachsen-Weißenfels (1648–1681) | Fürst Karl Wilhelm von Anhalt-Zerbst (1652–1718) ⚭ 1676 Sophia von Sachsen-Weißenfels (1654–1724)                   | Fürst Karl Wilhelm von Anhalt-Zerbst (1652–1718) ⚭ 1676 Sophia von Sachsen-Weißenfels (1654–1724)                   |
| Großeltern                                      | König Georg II. (1683–1760) ⚭ 1705 Caroline von Brandenburg-Ansbach (1683–1727)                     | König Georg II. (1683–1760) ⚭ 1705 Caroline von Brandenburg-Ansbach (1683–1727)                  | König Georg II. (1683–1760) ⚭ 1705 Caroline von Brandenburg-Ansbach (1683–1727)                                      | König Georg II. (1683–1760) ⚭ 1705 Caroline von Brandenburg-Ansbach (1683–1727)                                | Herzog Friedrich II. von Sachsen-Gotha-Altenburg (1676–1732) ⚭ 1696 Magdalena Augusta von Anhalt-Zerbst (1679–1740)     | Herzog Friedrich II. von Sachsen-Gotha-Altenburg (1676–1732) ⚭ 1696 Magdalena Augusta von Anhalt-Zerbst (1679–1740)     | Herzog Friedrich II. von Sachsen-Gotha-Altenburg (1676–1732) ⚭ 1696 Magdalena Augusta von Anhalt-Zerbst (1679–1740) | Herzog Friedrich II. von Sachsen-Gotha-Altenburg (1676–1732) ⚭ 1696 Magdalena Augusta von Anhalt-Zerbst (1679–1740) |
| Eltern                                          | Prinz Friedrich Ludwig (1707–1751) ⚭ 1736 Augusta von Sachsen-Gotha-Altenburg (1719–1772)           | Prinz Friedrich Ludwig (1707–1751) ⚭ 1736 Augusta von Sachsen-Gotha-Altenburg (1719–1772)        | Prinz Friedrich Ludwig (1707–1751) ⚭ 1736 Augusta von Sachsen-Gotha-Altenburg (1719–1772)                            | Prinz Friedrich Ludwig (1707–1751) ⚭ 1736 Augusta von Sachsen-Gotha-Altenburg (1719–1772)                      | Prinz Friedrich Ludwig (1707–1751) ⚭ 1736 Augusta von Sachsen-Gotha-Altenburg (1719–1772)                               | Prinz Friedrich Ludwig (1707–1751) ⚭ 1736 Augusta von Sachsen-Gotha-Altenburg (1719–1772)                               | Prinz Friedrich Ludwig (1707–1751) ⚭ 1736 Augusta von Sachsen-Gotha-Altenburg (1719–1772)                           | Prinz Friedrich Ludwig (1707–1751) ⚭ 1736 Augusta von Sachsen-Gotha-Altenburg (1719–1772)                           |
| Friedrich Wilhelm von Großbritannien            | |                                                                                                  | | | | | | |